# Pegivirus

Schemazeichnung eines Virusteilchens der Gattung Pegivirus (Querschnitt und Seitenansicht)

Pegivirus ist die vom International Committee on Taxonomy of Viruses (ICTV) anerkannte Bezeichnung für eine Gattung von einzelsträngigen RNA-Viren positiver Polarität aus der Familie der Flaviviridae.
Der Name ist wie folgt abgeleitet: „Pe“ steht für „persistent“, „g“ ist ein Hinweis auf Hepatitis G, der durch die Spezies Pegivirus C (veraltet GB-Virus C) hervorgerufenen Erkrankung.

Genom-Karte von Viren der Gattung Pegivirus

## Pegivirus A
Pegiviren der Typusspezies Pegivirus A (veraltet GB-Virus A) wurden alle bei Primaten (Menschen, Schimpansen und mehrere Arten von Neuweltaffen) isoliert.
Die erste beschriebene Sequenz zu dieser Spezies ist U22303 (Isolat A/T1053, zu SPgV), sie wurde ihr daher als Typus zugewiesen.

## Pegivirus B
Eine weitere Spezies innerhalb der Pegiviren wird als Pegivirus B (veraltet GB-Virus D) bezeichnet.
Der ursprüngliche Namensvorschlag enthielt nur eine einzige Viruslinie, von der aber ein vollständiges Genom verfügbar war. Sie wurde bei der Fledermausart Pteropus giganteus gefunden. Diese Sequenz unterscheidet sich um mehr als 50 % (in den Nukleotiden) und mehr als 55 % (in den kodierten Aminosäuren) von allen vorgeschlagenen Mitgliedern der Spezies Pegivirus C, die von Primaten-Wirten stammen (Menschen, Schimpansen und mehrerer Arten von Neuweltaffen).
Die Sequenz GU566734 (Isolat D/68) wurde als Typmitglied der Art zugewiesen, da dies das erste Pegivirus war, das für diese Art beschrieben wurde.

## Pegivirus C
Isolate der Spezies Pegivirus C (veraltet GB-Virus C) sind monophyletisch und zeigen untereinander eine Divergenz zwischen ausgerichteten Sequenzen von weniger als 50 % (Nukleotid-Sequenz) bzw. 55 % (kodierte Aminosäure-Sequenz). Alle unterscheiden sich jedoch durch eine Abweichung von mehr als 50 % (Nukleotid-Sequenz) bzw. 55 % (Aminosäure-Sequenz) zu anderen Mitgliedern dieser Gattung.
Typsequenz ist U44402 (Isolat PNF2161).
Eine Variante ist die Subspezies GB-Virus Citro, die Schimpansen befällt;Gensequenz ist AF070476 (Isolat Citro).

## Weitere Spezies
Durch den Einsatz von Deep-Sequencing-Technologien (deep sequencing technologies) konnten zusätzliche Spezies identifiziert werden, die sich von den Spezies Pegivirus B und C um mehr als 50 % in der Nukleotid- und mehr als 55 % in der Aminosäuresequenz unterscheiden. Die Gensequenzen wurden gefunden bei Säugetierwirten wie  Nagetieren, Pferden, verschiedene Fledermausarten sowie bei Altweltaffen. Die Zahl der verschiedenen Pegivirus-Arten wurde so auf elf erweitert (Stand September 2019).

## Systematik
Pegivirus-Vertreter werden herkömmlich nach ihren Wirtsspezies klassifiziert wie folgt:
- HPgV bzw. HPgV-1 für das humane Pegivirus A (englisch „human“)
- SPgV für die Neuweltaffen-Pegiviren („simian“)
- SPgVcpz oder SPgV-ch für das Schimpansen-Affen-Virus („chimpanzee“)

Diese Benennung der Pegiviren nach ihren Wirten ist vom ICTV jedoch nicht anerkannt.
Mit Stand September 2019 umfasste die Gattung Pegivirus elf vom ICTV bestätigte Arten, Pegivirus A – K.
Diese Artbezeichnungen wurden inzwischen umbenannt zugunsten aassagekräfigerer Art-Epitheta. Mit Stand Mai 2024 setzt sich die Gattung wie folgt zusammen:
- Gattung Pegivirus (PgV)[9]
  - Spezies Pegivirus caballi (früher Pegivirus E, PgV-E) mit Equine pegivirus (EPgV, Equines Pegivirus), befällt Pferde
  - Spezies Pegivirus carolliae (früher Pegivirus F, PgV-F) mit Bat pegivirus F (BPgV-F), befällt Fledermäuse
  - Spezies Pegivirus columbiaense (früher Pegivirus H, PgV-H) mit Human hepegivirus alias Human pegivirus 2 (HHPgV, HPgV-2)
  - Spezies Pegivirus equi (früher Pegivirus D, PgV-D) mit Theiler’s disease associated virus (TDAV), befällt Pferde
  - Spezies Pegivirus hominis (früher Pegivirus C, PgV-C) mit
    - Human pegivirus genotype 2 (HPgV-2) alias GB-Virus C (GBV-C) oder Hepatitis-G-Virus mit Isolat PNF2161 (Exemplar/Referenz), R10291, 765 und PEI[12]
    - Human pegivirus genotype 1 (HPgV-1) mit Isolat EA und CG01BD
    - Human pegivirus genotype 3 (HPgV-3) mit Isolat K2141
    - Human pegivirus genotype 4 (HPgV-4) mit Isolat MY14
    - Human pegivirus genotype 5 (HPgV-5) mit Isolat D50
    - Human pegivirus genotype 6 (HPgV-6) mit Isolat G05BD
    - Simian pegivirus-chimpanzee (SPgV-ch, SPgVcpz), GB-Virus Citro (GBV-Citro), alias GB virus Ccpz, GB virus C variant troglodytes, befällt Schimpansen; Isolate Ctro

  - Spezies Pegivirus neotomae (früher Pegivirus J, PgV-J) mit Rodent pegivirus (RPbV), befällt Nagetiere
  - Spezies Pegivirus platyrrhini (früher Pegivirus A, PgV-A, ehem. Typusspezies) mit GB-Virus A alias Simian pegivirus (GBV-A, SPgV), befällt Neuweltaffen; Isolate A/T1053 und Alab
  - Spezies Pegivirus pteropi (früher Pegivirus B, PgV-B) mit GB-Virus D alias Bat Pegivirus B (GBV-D,BPgV-B), befällt Fledermäuse (englisch bats)
  - Spezies Pegivirus scotophili (früher Pegivirus G, PgV-G) mit Bat pegivirus G (BPgV-G), befällt Fledermäuse
  - Spezies Pegivirus sturnirae (früher Pegivirus I, PgV-I) mit Bat pegivirus I (BPgV-I), befällt Fledermäuse
  - Spezies Pegivirus suis (früher Pegivirus K, PgV-K) mit Porcine pegivirus (PPgV, Porcines Pegivirus), befällt Schweine
  - Spezies „Dolphin pegivirus“,[13] befällt Delfine: „DPgV“

## Forschungsgeschichte
- Im Jahr 1967 wurde berichtet, dass eine experimentelle Inokulation von Serum eines Chirurgen (G. Barker) mit akuter Hepatitis in Tamarinen (eine Tribus von Neuweltaffen) zu Hepatitis führte.

- 1995 wurden zwei neue Mitglieder der Familie Flaviviridae (GBV-A und GBV-B) in Tamarinen identifiziert, die nach Inokulation eine Hepatitis entwickelten. Eine Reihe von GBV-A-Varianten wurde später in wilden Neuweltaffen identifiziert, die man gefangen hatte.

- Anschließend wurde im selben Jahr ein menschliches Virus identifiziert (GBV-C oder Hepatitis-G-Virus, HGV).

- Ein entfernter verwandteres Virus (GBV-D) wurde später in einer Fledermaus (Pteropus giganteus, Indischer Riesenflughund) entdeckt.[14]

Ein anderes Virus – RodentPegivirus oder Nagetier-Pegivirus – wurde von der Weißkehl-Buschratte (Neotoma albigula, englisch throated woodrat) isoliert.
Ein weiteres Pegivirus (Equines Pegivirus oder Pferde-Pegivirus) wurde zudem von einem Pferd isoliert.
- Im Jahr 2011 wurde für die bisherigen Vertreter die neue Gattung Pegivirus vorgeschlagen.[5] Dabei wurde GBV-B der Gattung Hepacivirus zugeordnet, während GBV-A zusammen mit GBV-C der neuen Gattung Pegivirus zugeordnet wurde.[4]

- Die Theiler-Krankheit (englisch Theiler's disease) – eine Form der Pferdehepatitis – scheint auch durch ein Pegivirus – das Theiler disease–associated virus (Theiler-Krankheit-assoziiertes Virus) – verursacht zu werden.[17]

- Das Humane Hepegivirus 1 (HHPgV1, alias Humanes Pegivirus 2, HPgV2) ist eine Virusart, die von zwei Hämophilen (Patienten mit Bluterkrankheit) nach mehrfacher Bluttransfusion und von zwei weiteren Patienten, ebenfalls nach Bluttransfusion, isoliert wurde. Dieses Virus scheint zu einer neuen Gruppe der Pegiviren zu gehören.[18]
- Die menschlichen Pegiviren scheinen mit den Spezies verwandt zu sein, die nichtmenschliche Primatenarten befallen.[19]

- Im Jahr 2016 wurde die Gattung Pegivirus in 11 Arten unterteilt – Pegivirus A – K, wobei GBV-C als Pegivirus C eingestuft wurde.[8]

- Forscher beschrieben im Jahr 2019 das Human Pegivirus-1 als Ursache einer Form der menschlichen Enzephalitis (Leukoenzephalitis), die sowohl sexuell als auch von Mutter auf Kind (vertikal) übertragen wird.[20]